# Санта-Эулалия (Элваш)
Санта-Эулалия (порт. Santa Eulália) — район (фрегезия) в Португалии, входит в округ Порталегре. Является составной частью муниципалитета Элваш. По старому административному делению входил в провинцию Алту-Алентежу. Входит в экономико-статистический субрегион Алту-Алентежу, который входит в Алентежу. Население составляет 1278 человек на 2007 год. Занимает площадь 98,63 км².